# Erik Carlgren

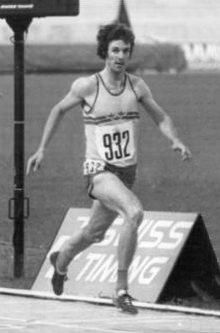
Erik Carlgren, 1974

Paul Erik Olofsson Carlgren (* 4. Dezember 1946 in Malmö) ist ein ehemaliger schwedischer Sprinter, der sich auf den 400-Meter-Lauf spezialisiert hatte.
In der 4-mal-400-Meter-Staffel wurde er bei den Europameisterschaften 1971 in Helsinki und bei den Olympischen Spielen 1972 in München jeweils Siebter.
Bei den Europameisterschaften 1974 in Rom wurde er jeweils Siebter über 400 Meter und in der 4-mal-400-Meter-Staffel.
1971 und 1973 wurde er Schwedischer Meister. Am 1. September 1973 stellte er in Stockholm mit 46,09 s einen nationalen Rekord auf, der bis 1981 Bestand hatte.